# Демографија Мађарске
Становништво:
9.877.365 (01. 01. 2014)
Старосна структура:

0-14 година:
17% (мушкарци 878.661; жене 834.607)

15-64 година:
68% (мушкарци 3.407.368; жене 3.535.818)

65 и више година:
15% (мушкарци 548.672; жене 933.718) (2000. године процена)
Стопа раста становништва:
-0,33% (2000. година процена)
Стопа наталитета:
9,26 рођених на 1.000 становника (процена 2000. године)
Стопа морталитета:
13,34 умрлих на 1.000 становника (процена 2000. године)
Нето стопа миграције:
0,73 миграната на 1.000 становника (процена 2000. године)
Етничке групе:
Мађари 93%, Роми 2%, Немци 1,2%, Румуни 0,8%, Словаци 0,4%, Хрвати 0,2%, Срби 0,2%, Украјинци 0,1%
Етничке подгрупе:
Секељи * Палоци * Кумани * Јаси * Хајду (Мађари) и Чанго Мађари.
Религија:
Најзаступљенија религија су Римокатоличанство и Гркокатолицизам; око 50% становништва), затим следе Калвинисти (око 16%) и Лутерани (3%). Архивирано на веб-сајту  (22. март 2006) Међутим свега 25% становништва је заиста религиозно. Већина Мађарских Јевреја (1%) живи у Будимпешти..
Писменост:

укупно становништво:
99%

мушкарци:
99%

жене:
98% (процена 1980.)